# إليانا جونسون
إليانا جونسون (بالإنجليزية: Eliana Johnson)‏ هي صحفية أمريكية، ولدت في 1984.